# Kalamunda
Kalamunda är en kommun i Australien. Den ligger i delstaten Western Australia, omkring 26 kilometer öster om delstatshuvudstaden Perth. Antalet invånare är 59 716.
Följande samhällen finns i Kalamunda:
- Maida Vale
- Gooseberry Hill
- Walliston
- Pickering Brook
- Boya
- Bickley
- Carmel

I omgivningarna runt Kalamunda växer huvudsakligen savannskog. Runt Kalamunda är det ganska tätbefolkat, med 160 invånare per kvadratkilometer. Genomsnittlig årsnederbörd är 951 millimeter. Den regnigaste månaden är september, med i genomsnitt 168 mm nederbörd, och den torraste är februari, med 12 mm nederbörd.